# 東亜丸 (飯野海運)
本項での東亜丸（とうあまる）は、飯野商事および飯野海運におけるタンカーの船名である。川崎型油槽船の第一船として竣工した初代と、1TL型戦時標準船の一隻で南号作戦成功船の二代があった。

## 東亜丸・初代

### 概要
明治以来燃料輸送と人夫請負で日本海軍と深いつながりのあった飯野商事は、特務艦「野間」の払い下げを受けて「日本丸」（5,841トン）とし、外航タンカー業界に進出した。次いで優秀タンカー建造保護政策に呼応して「富士山丸」（9,527トン）を建造し、2隻運航体制とした。飯野商事ではさらにタンカー不足の気配を読んで、もう1隻のタンカーを建造して3隻体制とし、日本側とアメリカ側にそれぞれ1隻ずつ配して、あとの1隻は太平洋横断中、という体制を計画する。おりしも、古船を解体して優秀船を建造する船舶改善助成施設が1932年（昭和7年）から始まっていたが、助成施設で代替建造される優秀船は当初、貨物船に限定されていた。そこに日本海軍が口を挟み、飯野商事にタンカーを建造させることとした。そのうちの1隻が「東亜丸」である。しかし、そうして建造されることとなったタンカーは、「本邦油槽船の規範」などとも称された「富士山丸」の同型ではなく、建造所は播磨造船所でもなく、この時点では民間向け大型タンカーの建造実績がなかった川崎造船所が建造することとなった。のちに「川崎型油槽船」とも称されるようになるタンカーは、艦政本部の指導の下で建造が進められることとなった。「東亜丸」は1933年（昭和8年）11月25日に川崎造船所で起工し1934年（昭和9年）4月2日に進水、6月23日に竣工した。「東亜丸」建造と引き換えに解体された古船は以下の通りであった。
| 解体船名 | 船主         | 総トン    | 1総トンあたりの権利金 | 備考       |
| -------- | ------------ | --------- | --------------------- | ---------- |
| さかき丸 | 大連汽船     | 3,402トン | 11.50円               | [ 注釈 1 ] |
| 五州丸   | 福原汽船     | 5,471トン | 11.75円               |            |
| 春丸     | 田中汽船     | 2,682トン | 11.30円               |            |
| 孟買丸   | 川崎汽船     | 4,352トン | 10円                  |            |
| 厳島丸   | 日本合同工船 | 3,875トン | 11円                  |            |

竣工後は主に日本海軍向けの石油輸送に任じ、1935年（昭和10年）9月には短期間ながら特設給油船として徴傭される。昭和9年から1941年（昭和16年）8月までの間、「東亜丸」は67航海を行い、725,889トン強もの石油を日本に輸送した。「東亜丸」は昭和16年9月1日付で日本海軍に徴傭され、次いで9月20日付で特設運送船（給油）として入籍、呉鎮守府籍となる。9月20日から10月15日まで呉海軍工廠で特設運送船としての艤装工事を受け、第六艦隊に補給部隊として配属される。1942年（昭和17年）2月1日のマーシャル・ギルバート諸島機動空襲のときにはクェゼリン環礁停泊中だったが、機銃を装備していなかったので主砲の8センチ砲と小銃で反撃を行った。4月11日以降は連合艦隊主力部隊の補給部隊にまわり、5月からは石油生産地からの石油還送任務にも就いた。6月5日のミッドウェー海戦では主力部隊第二補給隊として行動する。昭和17年秋からはソロモン諸島方面に進出するが、12月10日にショートランドで爆撃を受け、至近弾で損傷。日本本土に回航の上、修理が行われた。
修理後は再びタラカン島、バリクパパンからの燃料輸送に従事。1943年（昭和18年）11月22日に第三艦隊第二補給部隊に編入され、翌11月23日に駆逐艦「秋雲」の護衛によりクェゼリンに向かう。しかし、2日後の11月25日午後、「東亜丸」と「秋雲」はアメリカ潜水艦「シーレイヴン」 (USS Searaven, SS-196) の発見するところとなる。シーレイヴンは魚雷を4本発射し、うち1本が「東亜丸」の機関室に命中して北緯08度31分 東経158度00分 / 北緯8.517度 東経158.000度の地点で沈没した。指揮官の来島茂雄大佐以下、船長を含む乗員117名は「秋雲」に救助された。1944年（昭和19年）1月5日に除籍・解傭。

### 監督官等
監督官
1. 井澤徹 大佐：1935年9月13日 -
2. 横山弥太郎 大佐：1941年9月20日[26] - 1942年11月2日
3. 来島茂雄 大佐：1942年11月2日[27] - 1943年5月25日

指揮官
1. 来島茂雄 大佐：1943年5月25日 -

## 東亜丸・二代

### 概要
太平洋戦争時に制定された戦時標準船のうち、飯野海運にはタンカーばかり25隻が割り当てられた。そのうち、1TL型は4隻が割り当てられ、3隻は「東邦丸（初代）」にあやかった「邦」の入った船名となったが、残る1隻は「東亜丸」と命名された。これが、二代目の「東亜丸」である。二代目「東亜丸」は1TL型戦時標準船第14番船として、初代の「東亜丸」が沈没しておよそ一週間後の昭和18年12月1日に川崎重工業で起工し1944年（昭和19年）4月10日に進水、5月25日に竣工した。建造日数は176日で、同型船18隻中14番目と遅い日数であった。
6月3日、「東亜丸」はミ05船団に加入して伊万里湾を出航し、ミリ経由昭南（シンガポール）に向かう。途中でミ05船団と分離してミリに到着し、6月25日ミリ出航のミシ03船団に加入して6月30日に昭南に到着した。帰途は7月14日昭南発のヒ68船団に加入して北上し、8月3日に門司に到着した。次いで8月25日門司出航のヒ73船団に加わって南に下り、9月5日に昭南に到着。日本への二度目の石油輸送を行ったあと、11月14日にはヒ81船団に加入。ヒ81船団は道中、陸軍空母「あきつ丸」（日本海運、9,186トン）、空母「神鷹」および陸軍特殊船「摩耶山丸」（三井船舶、9,433トン）が潜水艦からの攻撃で沈没する被害を受けたが「東亜丸」に被害はなく、12月4日に昭南に到着した。帰途加入したヒ84船団で1945年（昭和20年）の正月を迎え、1月13日に門司に到着した。
「東亜丸」がヒ84船団で門司に到着する前日の1月12日、アメリカ第38任務部隊（ジョン・S・マケイン・シニア中将）は南シナ海に進入して各地で空襲をしかけ、ヒ86船団などを壊滅させた。南方からの輸送ルートが風前の灯になったことを受け、1月20日付で南号作戦が発令される。この時点で南方にいた輸送船やタンカーはもとより、日本本土にあった輸送船やタンカーも順次南方に送り込まれることとなった。「東亜丸」は日本から送り込まれる船団の第三陣としてタンカー「東邦丸（二代）」（飯野海運、10,238トン）、特設運送艦「聖川丸」（川崎汽船、6,862トン）とともにヒ93船団を編成し、1月29日に門司を出航。ヒ93船団は途中、「東邦丸」が被雷して離脱するなどを被害を受けたが、2月12日に昭南に到着した。石油類15,800トン、錫などを搭載し、特務艦「針尾」とともにヒ94船団を構成して2月23日に昭南を発つ。途中で濃霧により「針尾」と分離したが、第18号海防艦とともに3月2日に楡林に入港。2日後の3月3日朝に航行を再開するが、「針尾」が味方機雷堰に入り込んで触雷し沈没してヒ94船団は「東亜丸」と護衛艦のみとなった。以後、中国大陸と朝鮮半島の沿岸部に沿うように北上し、3月14日に無事門司に到着した。「東亜丸」は戦火に遭うことなく終戦を迎え、1TL型の中では「橋立丸」（日本水産、10,021トン）とともに生き残ることができた。終戦後はGHQの日本商船管理局（en:Shipping Control Authority for the Japanese Merchant Marine, SCAJAP）によりSCAJAP-X063の管理番号を与えられた。
戦争は終わったが、日本近海には飢餓作戦で投下された機雷が多く残されていた。戦争末期から掃海を行っていたが、投下された機雷のうち磁気水圧機雷は投下したアメリカ側ですら「掃海不可能」と言うほどの難物であった。そこで、GHQは試航船を活用して磁気水圧機雷を探り当てて掃海することとし、因島にいた「東亜丸」がその第一号船として指名された。1946年（昭和21年）1月10日、「東亜丸」は第二復員省に徴用され、呉地方復員局所管の掃海船となる。「東亜丸」は舷側に GP-1 （ギニア・ピッグ1号）と表示し、バラストとして海水5,000トンを積み込んで、当初は固有船員、昭和21年3月からは旧海軍軍人が乗り組んで関門海峡や瀬戸内海で運用された。幅1,000メートルの海域で100メートル幅につき水深20メートルまでは4回、40メートルから50メートルの水深では9回、50メートルから60メートルの水深では15回と航過回数が定められ、船体に通電しながら磁気水圧機雷の有無を探知していった。「東亜丸」は幸いにして事故はなく、1947年（昭和22年）11月15日に徴用解除となり、翌12月に試航船としての任務を終えた。
1948年（昭和23年）7月、GHQは日本に残されたタンカーを動員して、ペルシア湾沿岸からの石油輸送を行わせることとした。8月5日横浜出港の「橋立丸」に続き、「東亜丸」は8月7日に横浜を出港。1950年（昭和25年）勃発の朝鮮戦争の際には、アメリカ軍に3か月間徴傭された。その間の6月30日、「東亜丸」は佐世保重工業で整備中だったが、アメリカ海軍士官が訪れて重油を搭載して博多港に回航するよう命令を与えた。整備中ゆえ、船長は休暇で東京行きの列車に乗っていたが途中で連れ戻され、「東亜丸」は命令どおり博多に回航された。
アメリカ軍の徴傭解除後、飯野海運ではスタンダード・ヴァキュームおよび東亜燃料工業と提携し、両社向けの原油輸送にあたることとなった。「東亜丸」がこの輸送に起用されることとなり、昭和25年11月20日に神戸を出港してサウジアラビアのラスタヌラに向かった。その後も「東亜丸」は1956年（昭和31年）までの間にペルシア湾との間を30航海、北アメリカとの間を5航海行い、日本を介さない三国間輸送も9航海行った。「東亜丸」は昭和31年9月に系列会社の内外海運に売却され、以後も飯野海運の傭船として石油輸送を行っていたが、1962年（昭和37年）10月にアラビアでステーションタンカーとして係船され、1963年（昭和38年）2月に解体のためシンガポールのマラヤン社に売却された。

### 指揮官
1. 林幸市 第二復員官：1946年1月10日[64] - 1946年2月20日
2. 大田春男 第二復員官/第二復員事務官/復員事務官：1946年2月20日[65] - 1947年11月15日

## 同型船
川崎型油槽船
- 極東丸/旭東丸/かりほるにあ丸（飯野商事/日本油槽船）
- 東邦丸（飯野商事）
- 建川丸（川崎汽船）
- 日本丸（山下汽船）
- 玄洋丸（浅野物産）
- 厳島丸（日本水産）
- 日栄丸（日東汽船）
- 東栄丸（日東汽船）
- 国洋丸（国洋汽船）
- 健洋丸（国洋汽船）
- 神国丸（神戸桟橋）
- 久栄丸（日東汽船）

戦時標準船1TL型
- あまつ丸（石原汽船）
- 旭栄丸（日東汽船）
- 南邦丸（飯野海運）
- みりい丸（三菱汽船）
- 興川丸（川崎汽船）
- 一心丸（日本油槽船）
- 大峯山丸（三井船舶）
- 清洋丸（国洋汽船）
- 旭邦丸（飯野海運）
- 二洋丸（浅野物産）
- 良栄丸（日東汽船）
- 日邦丸（飯野海運）
- あづさ丸（石原汽船）
- 八紘丸（日本油槽船）
- 第二八紘丸（日本油槽船）
- たかね丸（石原汽船）
- 橋立丸（日本水産/飯野海運）[67]
- しまね丸（石原汽船・特TL型）
- 多度津丸（日本郵船/日本水産）（戦後竣工）[68]
- 大瀧山丸（三井船舶）（特TL型・未成）
- 大橘丸（大阪商船）（戦後大洋漁業が購入し第二天洋丸として竣工。）[67]
- 大邱丸（日本郵船）（特TL型・未成/戦後飯野海運が購入し隆邦丸として竣工。）[69]
- 大社丸（特TL型・未起工）[70]